# Koppången
Koppången är ett våtmarksområde i Orsa finnmark, omkring fyra mil norr om Orsa i Dalarna. Koppången är även ett 4936 hektar stort naturreservat som bildades 1998. Större delen av reservatet ingår i Natura 2000.  
Koppångens naturreservat är 15 km långt och 4 km brett och ligger ligger mellan Orsabyarnas gamla fäbodmarker och de finska bosättningarna i norr. Reservatet ligger högt, ungefär mellan 450 och 650 meter över havet. Namnet kommer från det norska kaupang som betyder handelsplats. 

## Myr
Mer än halva Koppången består av vidsträckta våtmarker med brantare myrar på bergssluttningarna. Här finns också myrar som genomkorsas av flarkar – så kallade flarkmyrar. På grund av höjdläget smälter snön bort sent på våren vilket hindrar skogen att torka ut under sommaren. Det gynnar ovanliga lavar, mossor och vedsvampar, exempelvis långskägg. Vegetationen på myrarna utgörs av medelrika till tämligen fattiga kärrtyper. Rikare partier finns främst på Skarungsmyren men också på andra myrar med slåtterblomma, ängsvädd, flockfibbla, gräsull, björnbrodd, kung Karls spira och odonvide. 

Regelbundet återkommande fåglar enligt fågeldirektivet är bivråk, brushane, grönbena, järpe, ljungpipare, orre, pärluggla, slaguggla, spillkråka, sångsvan, tjäder, trana och tretåig hackspett. 

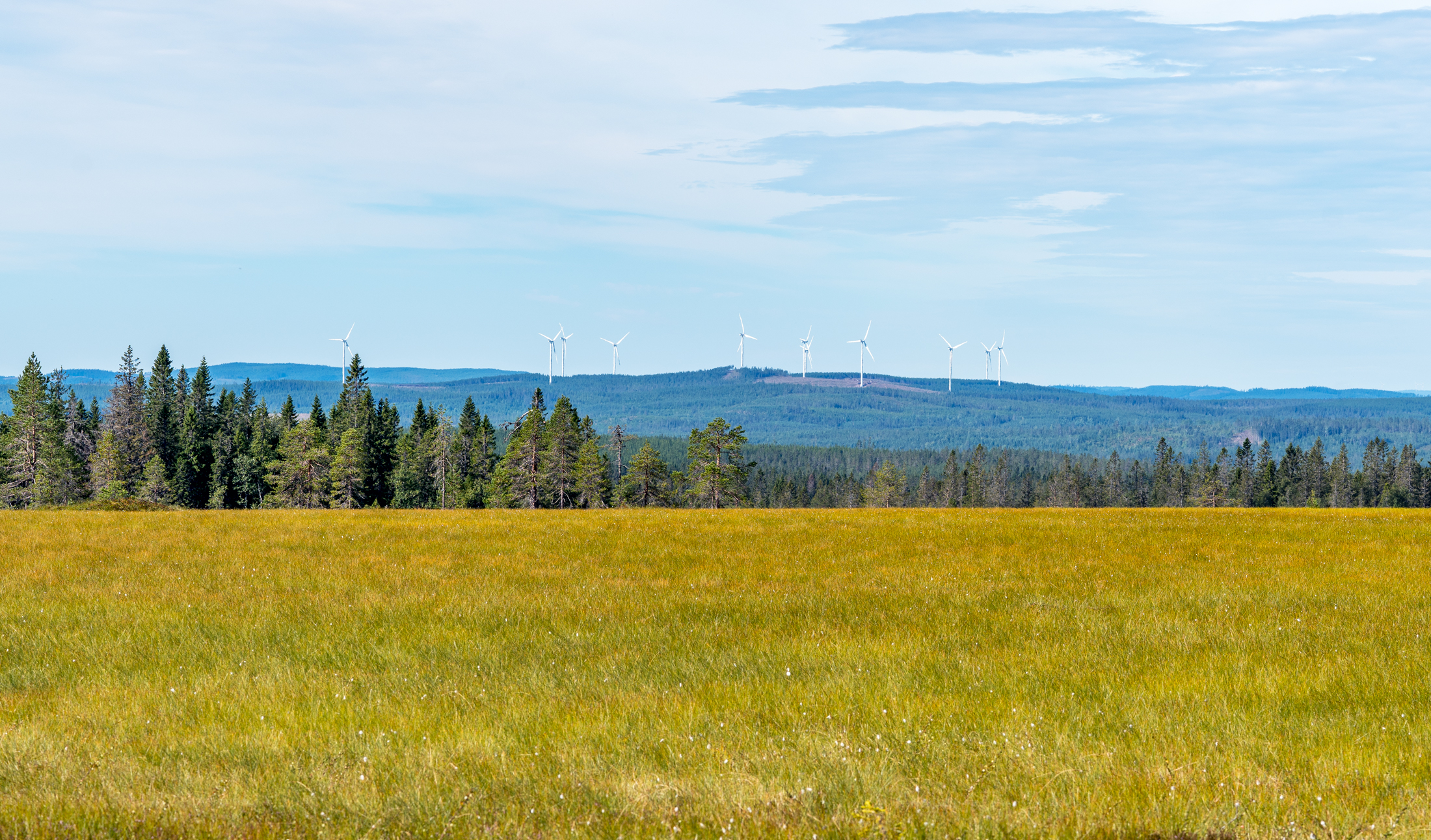
Myr med Mässingbergets vindpark i bakgrunden.
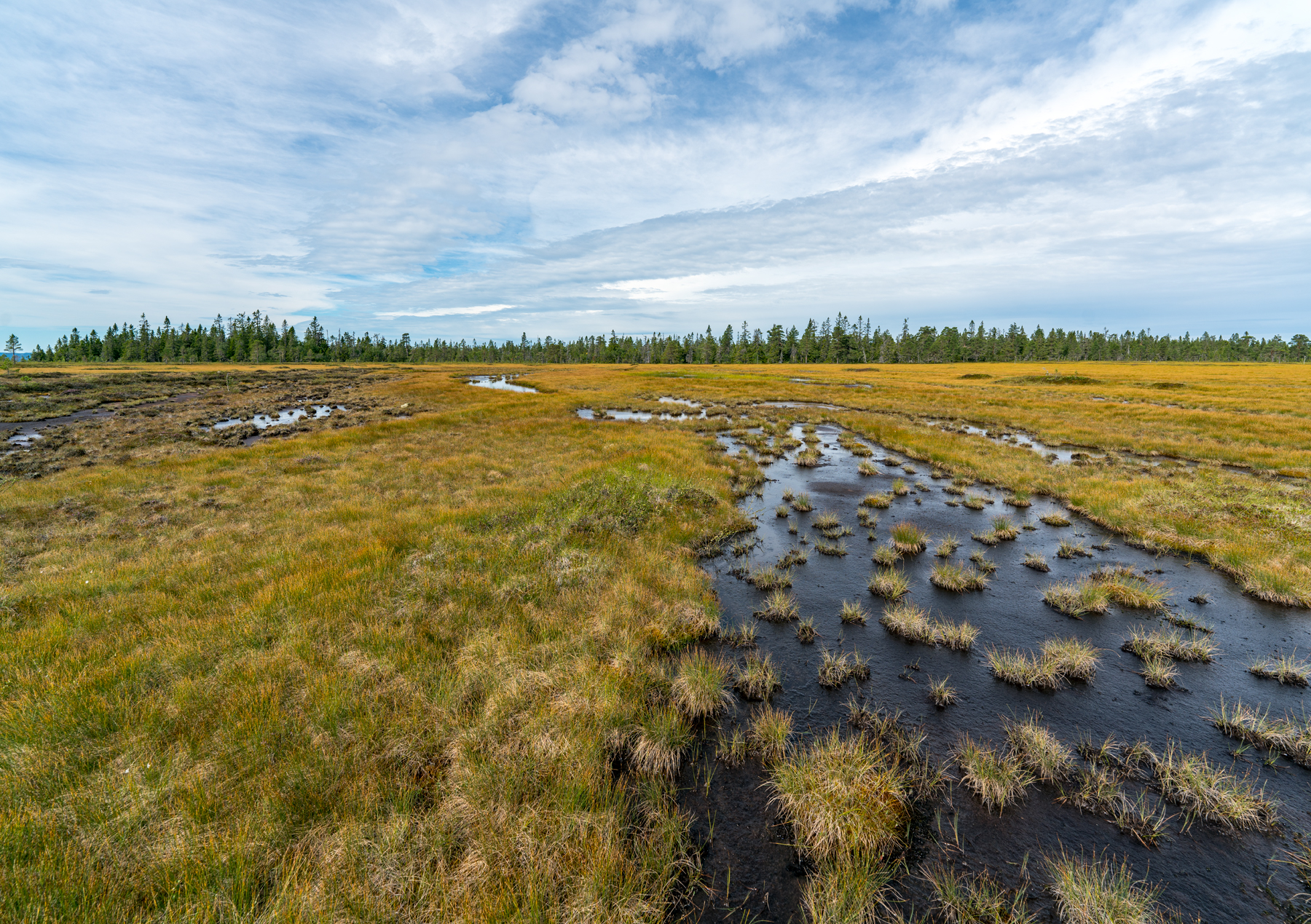
Flarkmyr mellan Stora och Lilla Tunturiberget.
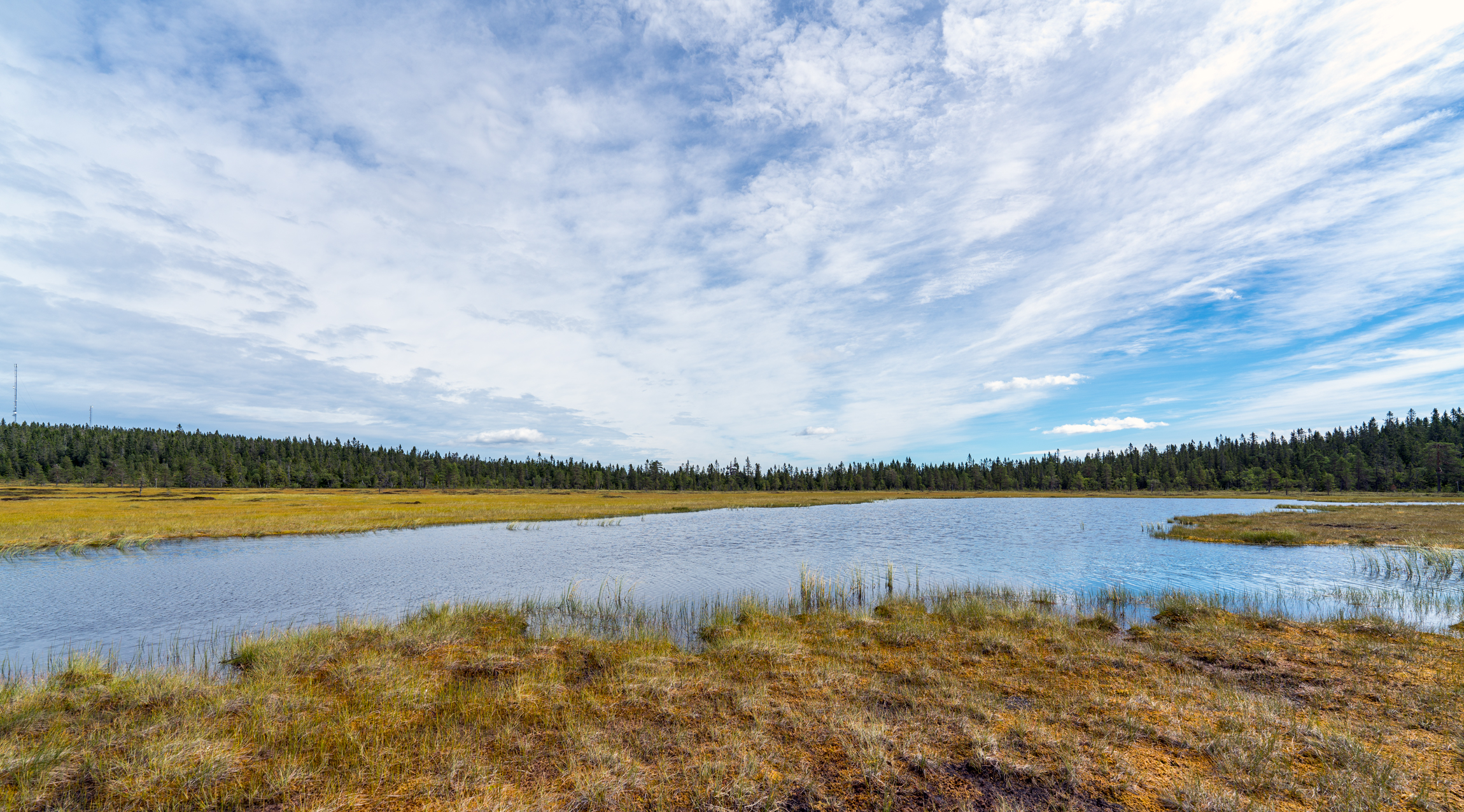
Liten tjärn på myren mellan Tunturibergen.
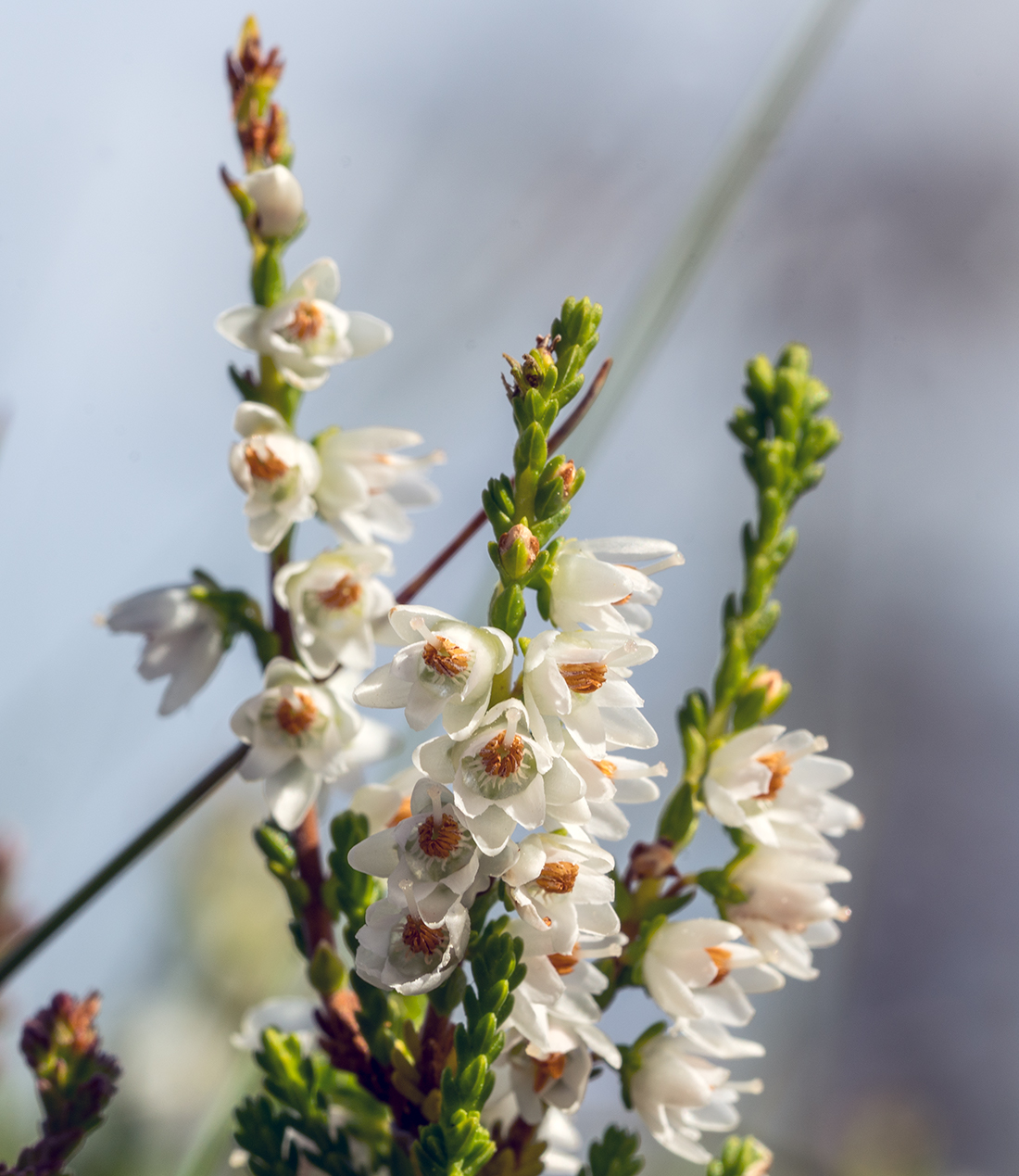
Ljung - albino.

## Gammal skog
Mellan myrarna finns strängar av skog och på bergen växer gamla granskogar. I skogen vid Stora Tunturiberget växer granar som är mer än 300 år gamla. Här har man funnit ringlav, västlig norsk näverlav, brokig tagellav, violettgrå tagellav, knottrig blåslav, skuggblåslav och den sällsynta grenlaven. På myrarna norr om berget växer varglav.

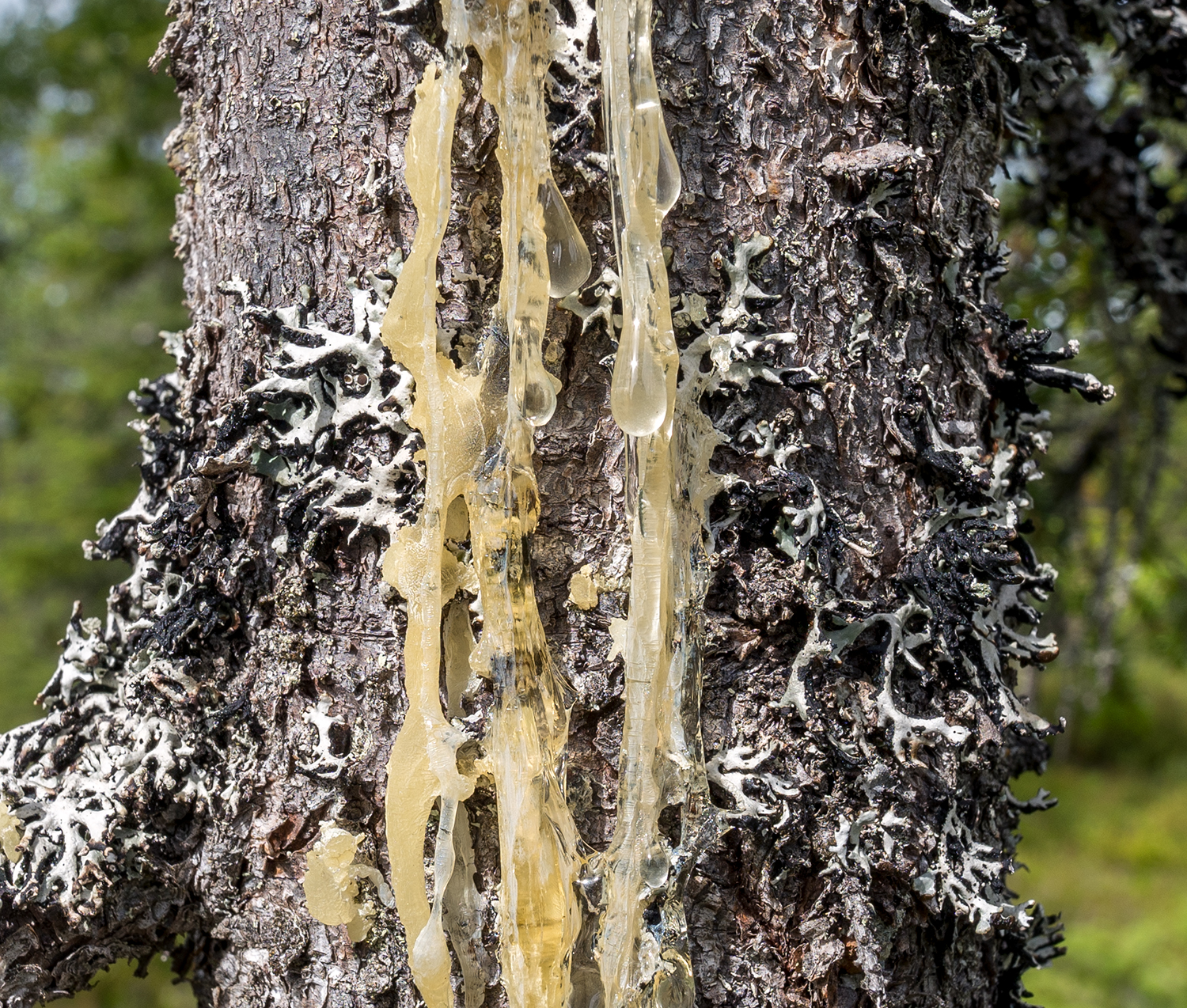
Kåda på granstam.
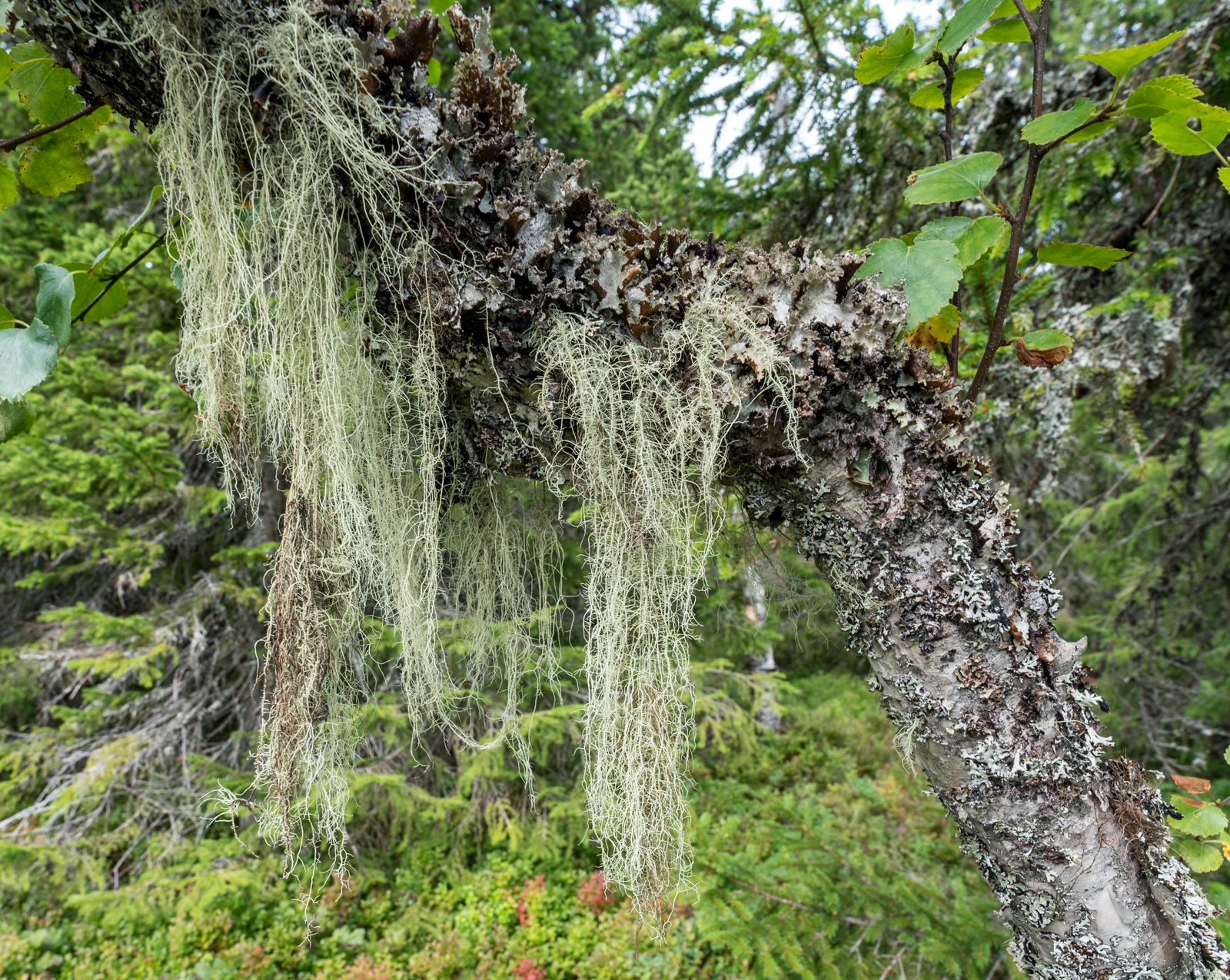
Skägglav på björk.
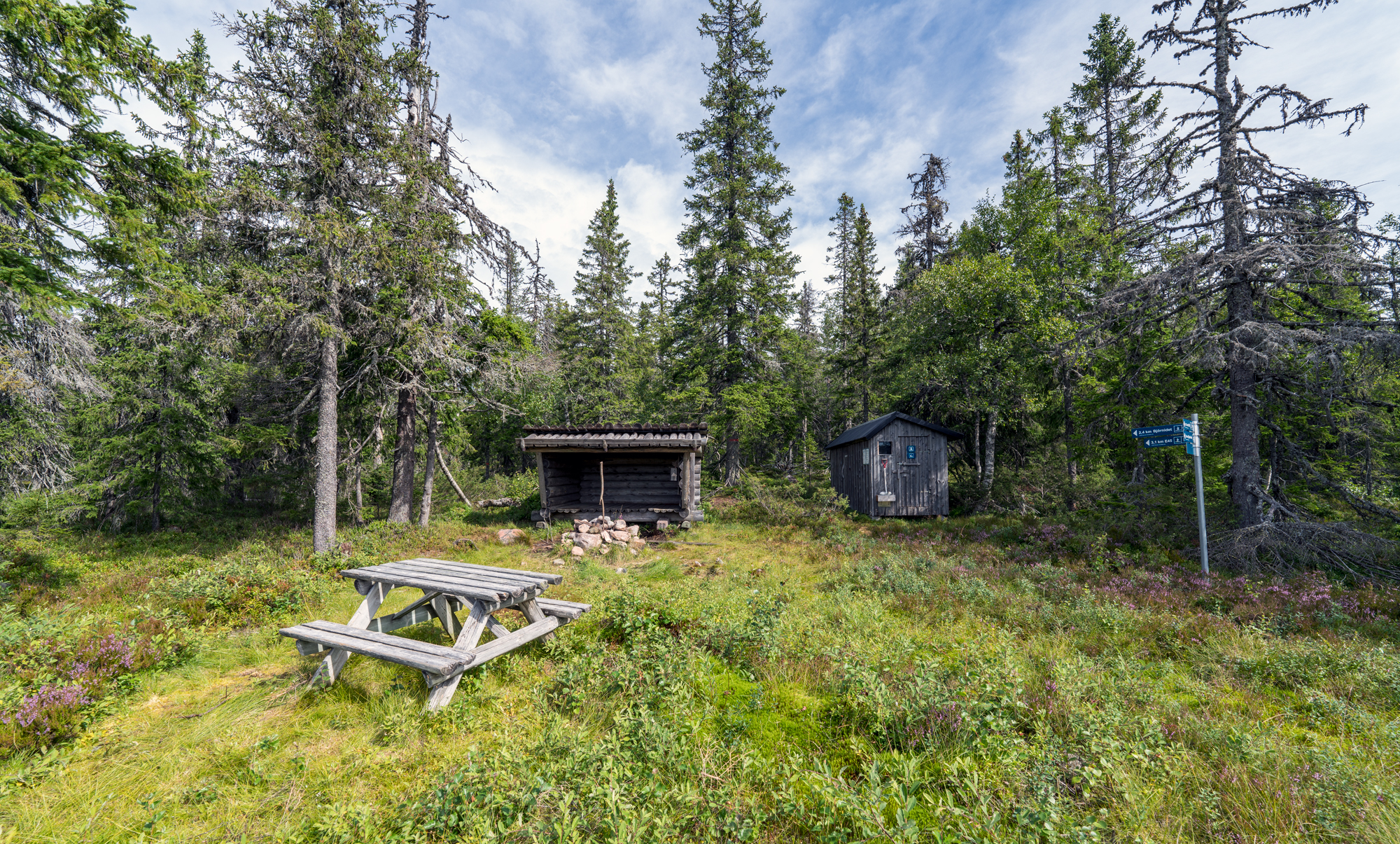
Vindskyddet (slogboden) Tunturi.
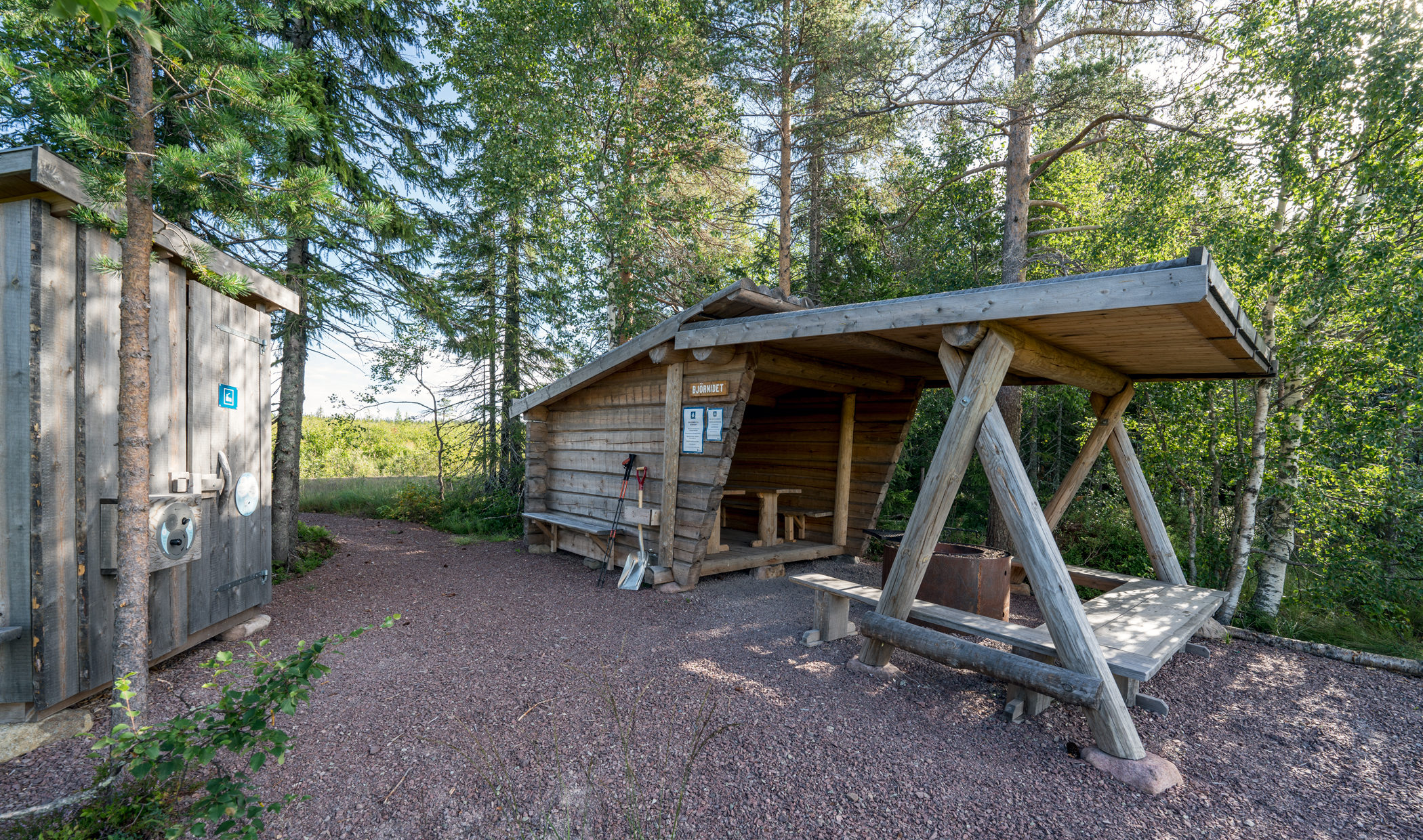
Vindskyddet (slogboden) Björnidet.
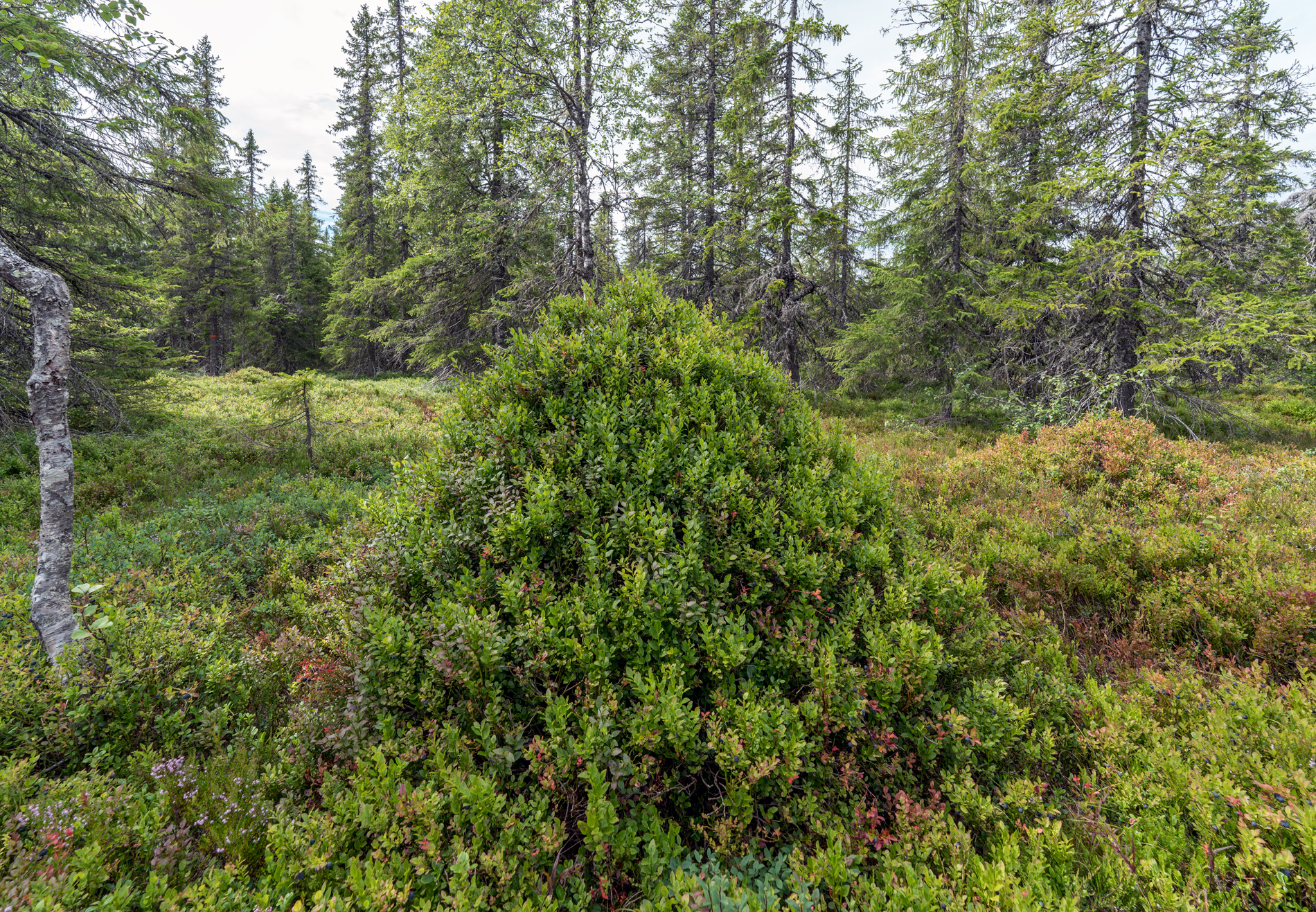
Myrstack övervuxen med blåbärsris.

## Fäbodar
Söder om Tunturiberget ligger den gamla fäboden Blomtäkt. Här vallades kor och getter till bete i skogarna och på myrarna bedrevs myrslåtter för att få mat till boskapen under vintern. Ett av husen används numera som raststuga. Flickeråsens fäbodar ligger strax utanför reservatet.

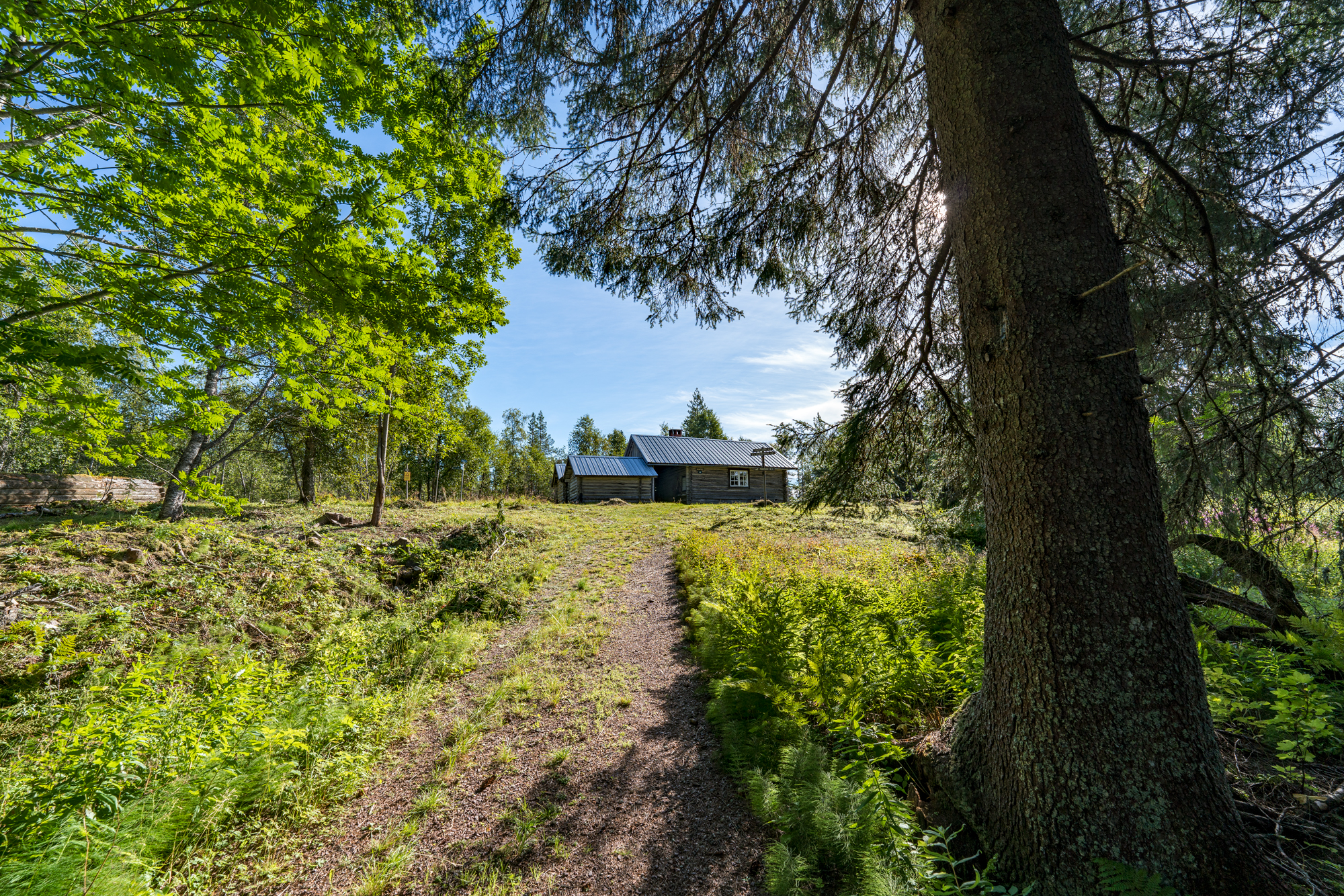
Tunturileden närmar sig fäboden Blomtäkt.
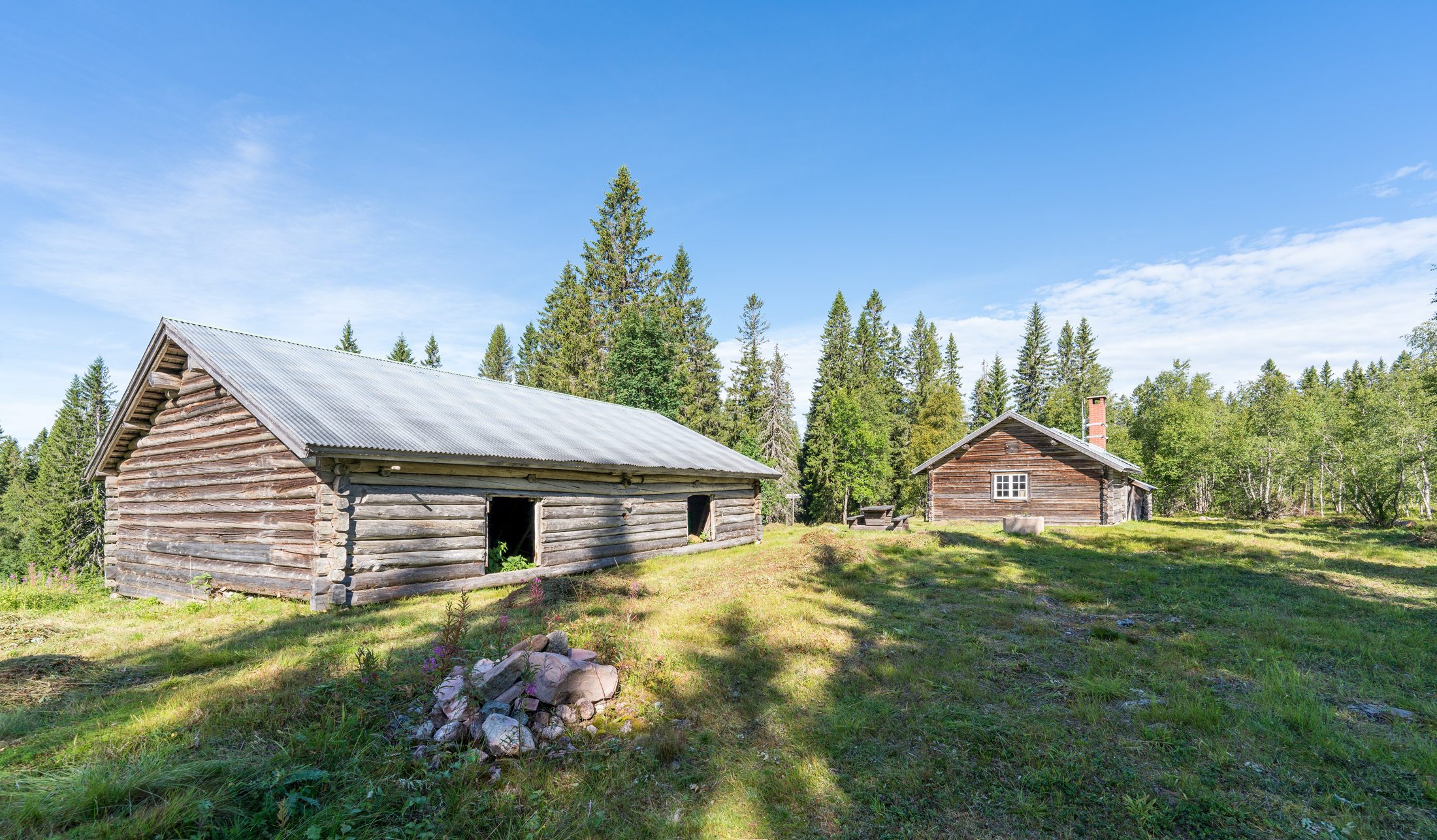
Fäboden Blomtäkt.
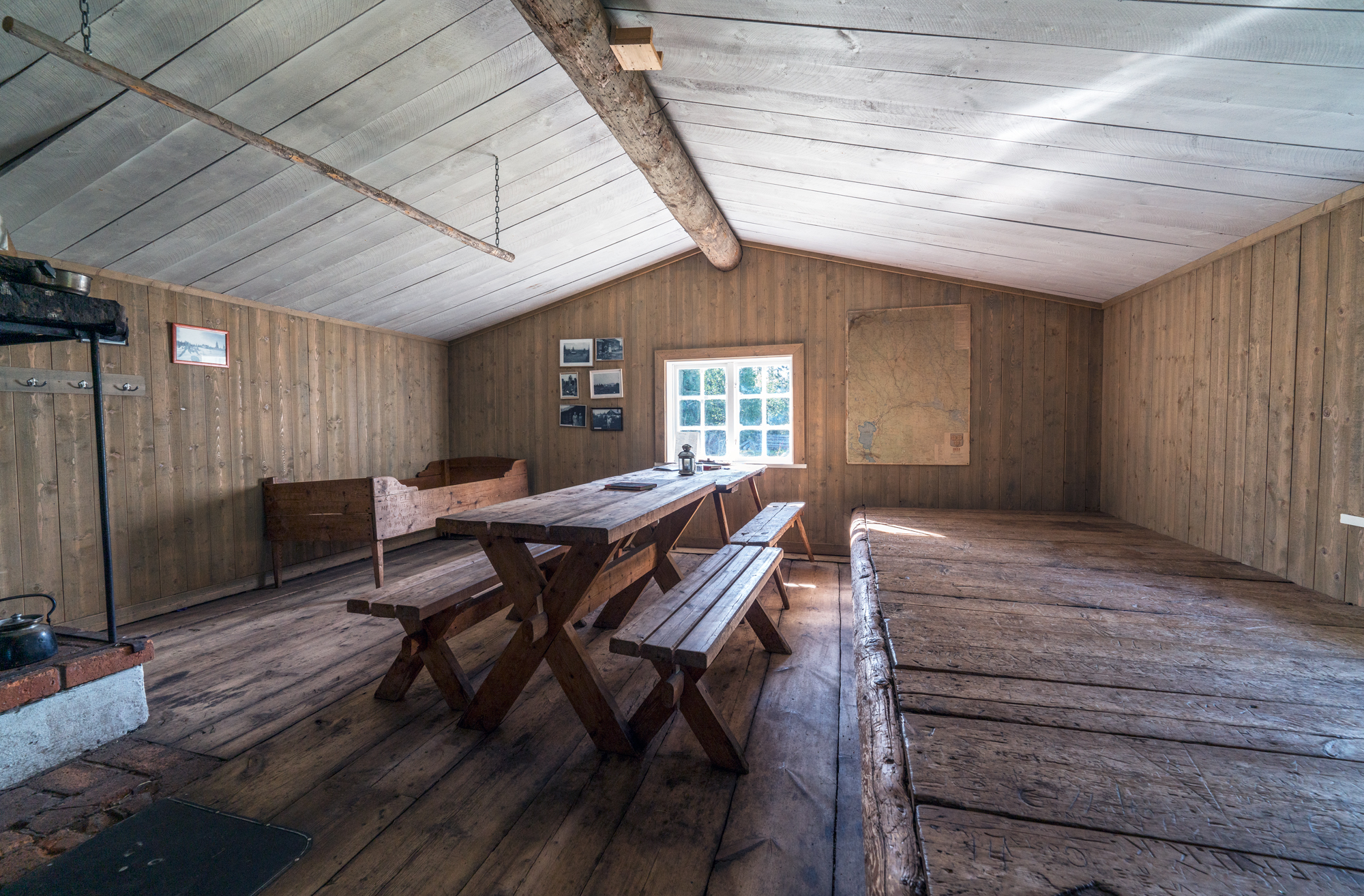
Raststuga i fäboden Blomtäkt.

## Övrigt
Hela reservatet avrinner till Oreälven via fem åar, Griffelån, Österån, Tenningån, Ångvasseln och Ämån. 
| Typ      | Areal i hektar |
| -------- | -------------- |
| Barrskog | 2026           |
| Myrar    | 2863           |
| Vatten   | 45             |
| Vägar    | 2              |
| Summa    | 4936           |